# Cestrum subcordatum
Cestrum subcordatum är en potatisväxtart som beskrevs av Francey. Cestrum subcordatum ingår i släktet Cestrum och familjen potatisväxter. Inga underarter finns listade i Catalogue of Life.